# Wang Jiao
Wang Jiao (20 de enero de 1988) es una luchadora china de lucha libre. Participó en dos Juegos Olímpicos.  Ganadora de una medalla de oro de Pekín 2008 y logró la 5.ª posición en Londres 2012 en la categoría de 72 kg. Compitió en cuatro campeonatos mundiales. Obtuvo el quinto lugar en 2005 . Ganó tres medallas en Campeonatos Asiáticos, de oro en 2005. Dos veces representó a su país en la Copa del Mundo, en 2009 clasificándose en la segunda posición. Campeona Mundial Júnior del año 2007.